# 青木行義

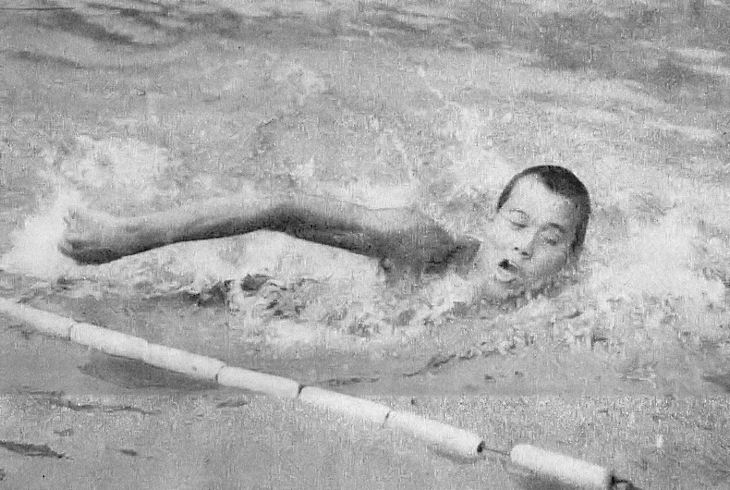
青木行義

青木 行義（あおき ゆきよし 1934年9月15日 - 1996年4月19日）は、日本の競泳選手。種目は自由形。熊本県出身。
熊本県立鹿本高等学校在学中の1952年のヘルシンキオリンピックの1500m自由形では19分27秒0で予選敗退、日本大学に在学中の1956年のメルボルンオリンピック1500m自由形では18分38秒3で7位となった。
また1954年アジア競技大会1500m自由形では金メダルを獲得した。
菊鹿町の名誉町民となっている。1996年、61歳で死去した。
1972年ミュンヘンオリンピックの女子100mバタフライで金メダルを獲得した青木まゆみはいとこにあたる。